# Deens voetbalelftal in 1987
Het Deens voetbalelftal speelde elf officiële interlands in het jaar 1987, waaronder vier duels in de kwalificatiereeks voor het EK voetbal 1988 in West-Duitsland. De selectie stond onder leiding van de Duitse bondscoach Sepp Piontek.

## Balans
| Wedstrijden | Wedstrijden | Wedstrijden | Wedstrijden | Doelpunten | Doelpunten | Doelpunten | Punten |
| Gespeeld    | Winst       | Gelijk      | Verlies     | Voor       | Tegen      | Saldo      | Punten |
| ----------- | ----------- | ----------- | ----------- | ---------- | ---------- | ---------- | ------ |
| 11          | 6           | 1           | 4           | 20         | 6          | +14        | 1.182  |

## Interlands
|                                                   |         |               |            |                                                                                      |
| 29 april EK-kwalificatie № 497 «onderlinge duels» | Finland | 0 – 1         | Denemarken | Olympiastadion, Helsinki Toeschouwers: 29.197 Scheidsrechter: Dimitar Dimitrov (BUL) |
| 29 april EK-kwalificatie № 497 «onderlinge duels» |         | 53' Jan Mølby |            | Olympiastadion, Helsinki Toeschouwers: 29.197 Scheidsrechter: Dimitar Dimitrov (BUL) |

|                                                 |             |                                                                                           |            |                                                                                      |
| 20 mei OS-kwalificatie № 498 «onderlinge duels» | Griekenland | 0 – 5                                                                                     | Denemarken | Livadia Stadion, Livadia Toeschouwers: 5.000 Scheidsrechter: Itzhak Ben Itzhak (ISL) |
| 20 mei OS-kwalificatie № 498 «onderlinge duels» |             | 12' Flemming Povlsen 16' Claus Nielsen 27' Claus Nielsen 77' Ulrik Moseby 79' Kim Vilfort |            | Livadia Stadion, Livadia Toeschouwers: 5.000 Scheidsrechter: Itzhak Ben Itzhak (ISL) |

|                                                 |               |       |                   |                                                                                   |
| 3 juni EK-kwalificatie № 499 «onderlinge duels» | Denemarken    | 1 – 1 | Tsjecho-Slowakije | Idrætsparken, Kopenhagen Toeschouwers: 46.300 Scheidsrechter: Claudio Pieri (ITA) |
| 3 juni EK-kwalificatie № 499 «onderlinge duels» | Jan Mølby 16' |       | 49' Ivan Hašek    | Idrætsparken, Kopenhagen Toeschouwers: 46.300 Scheidsrechter: Claudio Pieri (ITA) |

|                                                  | |       |          |                                                                                        |
| 10 juni OS-kwalificatie № 500 «onderlinge duels» | Denemarken | 8 – 0 | Roemenië | Aalborg Stadion, Aalborg Toeschouwers: 10.300 Scheidsrechter: Dimitar Sharlachki (BUL) |
| 10 juni OS-kwalificatie № 500 «onderlinge duels» | Claus Nielsen 6' Ulrik Moseby 28' Bjørn Kristensen 30' Lars Olsen 51' Claus Nielsen 66' Flemming Povlsen 77' John Jensen 79' Claus Nielsen 82' |       |          | Aalborg Stadion, Aalborg Toeschouwers: 10.300 Scheidsrechter: Dimitar Sharlachki (BUL) |

|                                                        |                    |       |            |                                                                                         |
| 26 augustus Vriendschappelijk № 501 «onderlinge duels» | Zweden             | 1 – 0 | Denemarken | Råsunda Fotbollstadion, Solna Toeschouwers: 15.637 Scheidsrechter: Georges Sandoz (SUI) |
| 26 augustus Vriendschappelijk № 501 «onderlinge duels» | Mats Magnusson 88' |       |            | Råsunda Fotbollstadion, Solna Toeschouwers: 15.637 Scheidsrechter: Georges Sandoz (SUI) |

|                                                      |                          |       |                                 |                                                                                   |
| 3 september OS-kwalificatie № 502 «onderlinge duels» | Roemenië                 | 1 – 2 | Denemarken                      | Stadionul Municipal, Bacău Toeschouwers: 15.000 Scheidsrechter: Einar Halle (NOR) |
| 3 september OS-kwalificatie № 502 «onderlinge duels» | Gavril Balint 84' (pen.) |       | 20' Kent Nielsen 68' Lars Olsen | Stadionul Municipal, Bacău Toeschouwers: 15.000 Scheidsrechter: Einar Halle (NOR) |

|                                                      |                 |       |            |                                                                                    |
| 9 september EK-kwalificatie № 503 «onderlinge duels» | Wales           | 1 – 0 | Denemarken | Ninian Park, Cardiff Toeschouwers: 20.535 Scheidsrechter: Siegfried Kirschen (GDR) |
| 9 september EK-kwalificatie № 503 «onderlinge duels» | Mark Hughes 19' |       |            | Ninian Park, Cardiff Toeschouwers: 20.535 Scheidsrechter: Siegfried Kirschen (GDR) |

|                                                         |                 |       |            |                                                                                      |
| 23 september Vriendschappelijk № 504 «onderlinge duels» | West-Duitsland  | 1 – 0 | Denemarken | Volksparkstadion, Hamburg Toeschouwers: 15.637 Scheidsrechter: Horst Brummeier (AUT) |
| 23 september Vriendschappelijk № 504 «onderlinge duels» | Rudi Völler 33' |       |            | Volksparkstadion, Hamburg Toeschouwers: 15.637 Scheidsrechter: Horst Brummeier (AUT) |

|                                                     |                          |       |       |                                                                               |
| 14 oktober EK-kwalificatie № 505 «onderlinge duels» | Denemarken               | 1 – 0 | Wales | Idrætsparken, Kopenhagen Toeschouwers: 44.500 Scheidsrechter: Ioan Igna (ROM) |
| 14 oktober EK-kwalificatie № 505 «onderlinge duels» | Preben Elkjær Larsen 49' |       |       | Idrætsparken, Kopenhagen Toeschouwers: 44.500 Scheidsrechter: Ioan Igna (ROM) |

|                                                     |       |                                 |            |                                                                                      |
| 28 oktober OS-kwalificatie № 506 «onderlinge duels» | Polen | 0 – 2                           | Denemarken | Stadion Miejski, Szczecin Toeschouwers: 3.000 Scheidsrechter: Philippe Mercier (SUI) |
| 28 oktober OS-kwalificatie № 506 «onderlinge duels» |       | 25' Kim Vilfort 71' Kim Vilfort |            | Stadion Miejski, Szczecin Toeschouwers: 3.000 Scheidsrechter: Philippe Mercier (SUI) |

|                                                      |            |                    |                |                                                                                  |
| 18 november OS-kwalificatie № 507 «onderlinge duels» | Denemarken | 0 – 1              | West-Duitsland | Aarhus Stadion, Aarhus Toeschouwers: 21.800 Scheidsrechter: Lajos Hartmann (HUN) |
| 18 november OS-kwalificatie № 507 «onderlinge duels» |            | 52' Wolfram Wuttke |                | Aarhus Stadion, Aarhus Toeschouwers: 21.800 Scheidsrechter: Lajos Hartmann (HUN) |

## Statistieken
- In onderstaand overzicht zijn de olympische kwalificatiewedstrijden niet meegenomen.

| Troels Rasmussen     | 1961-04-07 | Aarhus GF         | 5 | 0 | 0 |  |  |
| Lars Høgh            | 1959-01-14 | Odense BK         | 1 | 0 | 0 |  |  |
| Verdediging          |            |                   |   |   |   |  |  |
| Ivan Nielsen         | 1956-10-09 | PSV Eindhoven     | 5 | 0 | 0 |  |  |
| Morten Olsen         | 1949-08-14 | 1. FC Köln        | 5 | 0 | 0 |  |  |
| John Sivebæk         | 1961-10-25 | AS Saint-Étienne  | 4 | 1 | 0 |  |  |
| Søren Busk           | 1953-04-10 | Wiener Sport-Club | 3 | 0 | 0 |  |  |
| Jan Heintze          | 1963-08-17 | PSV Eindhoven     | 3 | 0 | 0 |  |  |
| Kent Nielsen         | 1961-12-28 | Brøndby IF        | 2 | 0 | 0 |  |  |
| Lars Olsen           | 1961-02-02 | Brøndby IF        | 1 | 2 | 0 |  |  |
| Bjørn Kristensen     | 1963-10-10 | Aarhus GF         | 1 | 0 | 0 |  |  |
| Middenveld           |            |                   |   |   |   |  |  |
| Søren Lerby          | 1958-02-01 | PSV Eindhoven     | 5 | 0 | 0 |  |  |
| Michael Laudrup      | 1964-06-15 | Juventus          | 4 | 0 | 0 |  |  |
| Klaus Berggreen      | 1958-02-03 | Torino            | 4 | 0 | 0 |  |  |
| Jens Jørn Bertelsen  | 1952-02-15 | Esbjerg fB        | 4 | 0 | 0 |  |  |
| Jesper Olsen         | 1961-03-20 | Manchester United | 3 | 1 | 0 |  |  |
| John Jensen          | 1965-05-03 | Brøndby IF        | 3 | 1 | 0 |  |  |
| Jan Mølby            | 1963-07-04 | Liverpool         | 2 | 0 | 2 |  |  |
| Frank Arnesen        | 1956-09-30 | PSV Eindhoven     | 2 | 0 | 0 |  |  |
| Per Frimann          | 1962-06-04 | RSC Anderlecht    | 1 | 1 | 0 |  |  |
| Johnny Anker Hansen  | 1966-07-11 | Odense BK         | 0 | 1 | 0 |  |  |
| John Lauridsen       | 1959-04-02 | Espanyol          | 0 | 1 | 0 |  |  |
| Aanval               |            |                   |   |   |   |  |  |
| Preben Elkjær Larsen | 1957-09-11 | Hellas Verona     | 4 | 0 | 1 |  |  |
| Flemming Povlsen     | 1966-12-03 | 1. FC Köln        | 2 | 2 | 0 |  |  |
| John Eriksen         | 1957-11-20 | Servette FC       | 2 | 1 | 0 |  |  |
| Claus Nielsen        | 1964-01-13 | Brøndby IF        | 0 | 3 | 0 |  |  |
| Lars Lunde           | 1964-03-21 | FC Aarau          | 0 | 1 | 0 |  |  |